# Убийца в социальной сети
«Убийца в социальной сети» (англ. The Craigslist Killer; буквальный перевод — «Убийца с Craigslist») — американский телефильм режиссёра Стэфена Кея 2011 года выпуска, основанный на реальных событиях. Также в основу фильма легла книга Мишель Макфи «Свидание со смертью: Тайная жизнь Филипа Маркоффа».
Премьера состоялась 3 января 2011 года на канале Lifetime.

## Сюжет
Филлип Маркофф (Джейк Макдорман) — успешный студент медицинского института, у которого есть друзья и любимая девушка Меган (Агнес Брукнер), на которой он собирается жениться. Никто даже не подозревал, что Филлип, при помощи сайта Craigslist, выискивает в интернете сотрудниц эскорт-агентств и жестоко с ними расправляется. Убийства расследуют детективы Фрай (Джошуа Клоуз) и Беннет (Уильям Болдуин).

## В ролях
| Актёр              | Роль               |
| ------------------ | ------------------ |
| Джейк Макдорман    | Филипп Маркофф     |
| Агнес Брукнер      | Меган МакАллистер  |
| Джулия Кэмпбелл    | Сьюзан МакАллистер |
| Сэм Макмюррей      | доктор Джаневей    |
| Уильям Болдуин     | детектив Беннет    |
| Джошуа Клоуз       | детектив Фрай      |
| Триесте Келли Данн | Триша Лефлёр       |
| Кевин Килнер       | Дэвид МакАллистер  |
| Кэндис Паттон      | Кейт               |